# Avene
|  | Aquest article tracta sobre el cràter de Venus. Si cerqueu el municipi francès, vegeu «Avène». |

Avene és un cràter d'impacte en el planeta Venus de 10 km de diàmetre. Porta el nom d'un antropònim àkan, i el seu nom va ser aprovat per la Unió Astronòmica Internacional el 1997.